# Alplaus
Alplaus es un área no incorporada (o conocidas como aldea) ubicada en el condado de Schenectady en el estado estadounidense de Nueva York. Alplaus se encuentra ubicada en la esquina sureste del pueblo de Glenville, mientras que otras personas la consideran parte de East Glenville.

## Geografía
Alplaus se encuentra ubicada en las coordenadas 42°51′10″N 73°53′58″O / 42.85278, -73.89944.